# Tangerine Computer Systems
Tangerine Computer System è stata un'azienda produttrice di home computer britannica negli anni 80. 

## Storia
I suoi prodotti erano principalmente basati sul microprocessore 6502.
I modelli più importanti prodotti furono il Microtan 65, l'Oric-1 e l'Oric Atmos, questi ultimi con il marchio Oric Products International.